# Мищенко, Сила Моисеевич
Сила Моисеевич Мищенко (30 июля 1897, Ивановка — 16 октября 1941, Бутырская тюрьма) — советский военачальник, участник Первой мировой и Гражданской войн, преподаватель Военной академии имени М. В. Фрунзе. Генерал-майор (4.06.1940). Необоснованно репрессирован, посмертно реабилитирован.

## Молодость и первая мировая война
Родился в семье украинских крестьян села Яновка (ныне село Ивановка Малинского района Житомирской области). Окончил сельскую школу в 1907 году. Трудился в крестьянском хозяйстве родителей, дровосеком на лесозаготовках, разносчиком в молочном магазине в Киеве, батраком в кулацком хозяйстве. С 1911 года учился в церковно-учительской семинарии в селе Заболотье Житомирской губернии, одновременно работал в этой же семинарии кладовщиком в столовой. В августе 1914 года окончил семинарию, вернулся в родное село, работал в хозяйстве отца. Тогда же сдал экзамен на звание учителя начальной школы.
С января 1915 года — в Русской императорской армии. Поступил в Первое Киевское великого князя Константина пехотное училище, которое окончил в 1915 году. Участник Первой мировой войны. После окончании училища в мае 1915 года направлен младшим офицером роты в 23-й запасный полк (Новониколаевск). С июня 1915 года воевал в 198-м Александро-Невском пехотном полку помощником командира и командиром роты. Полк воевал на Юго-Западном фронте. Был дважды ранен, дослужился до чина штабс-капитана. Награждён на фронте четырьмя боевыми орденами.

## Революция и гражданская война
Активный участник революционных событий 1917 года. После Февральской революции 1917 года принимал активное участие в работе солдатских комитетов, был делегатом съезда солдатских депутатов Юго-Западного фронта. В июне 1917 года вступил в РСДРП(б). После Октябрьской революции 1917 года с своим полком участвовал в разоружении юнкеров в Киеве. После ноября 1917 года служил в Киеве в 3-м Полтавском полку имени гетмана Сагайдачного 1-го Украинского корпуса в составе армии УНР, где был командиром первого куреня. Во время Январского восстания в Киеве 16 января 1918 года привёл свой отряд на сторону восставших рабочих завода «Арсенал» и был единогласно избран членом ревкома и военным комендантом «Арсенала». Активный участник восстания, после поражения которого во время переговоров с представителями Центральной рады в начале февраля 1918 года был арестован и приговорён военным трибуналом к смертной казни, однако смог сбежать.
В феврале 1918 года вступил в Красную Армию. Активный участник Гражданской войны. Был командиром красногвардейского отряда, с которым участвовал в боях против германо-австрийских интервентов на Украине. С апреля 1918 года воевал на Восточном фронте военкомом и командиром (с мая 1918) Московско-Саратовского полка, воевал против оренбургских казаков атамана А. И. Дутова на Урале. Дружил с В. И. Чапаевым. С ноября 1918 года состоял в распоряжении начальника штаба 4-й армии Восточного фронта. С декабря 1918 года — слушатель Военной академии Красной Армии. В ходе учебы в академии несколько раз выезжал на фронт, занимая должности с мая по ноябрь 1919 — начальника штаба 2-й стрелковой бригады 9-й стрелковой дивизии (Южный фронт), с апреля по октябрь 1920 — начальника штаба 50-й стрелковой бригады 17-й стрелковой дивизии (Западный фронт). Участвовал в советско-польской войне. Был тяжело ранен пулей в грудь.
Воевал на Юго-Западном и Украинском фронтах против войск Центральной Рады, Петлюры и немцев, на Южном фронте против Деникина, на Западном против поляков, на Южном против Врангеля. Из приказа Реввоенсовета Республики № 594 от 18 декабря 1920 г.: «Награждается орденом Красного Знамени начальник штаба 50 стрелковой бригады тов. Мищенко Сила Моисеевич за то, что своей выдержкой и быстрым ориентированием частей бригады в боевой обстановке он в значительной мере способствовал сохранению их во время нашего отхода от Варшавы до Волковыска».

## Межвоенный период
Окончил Военную академию РККА в Москве в 1921 году. С октября 1921 года был преподавателем тактики и помощником военкома в этой академии. С августа 1922 года — адъюнкт Военной академии РККА и по совместительству — начальник музея Красной Армии и Флота. Одновременно с работой в академии экстерном окончил правовое отделение (в 1922 году) и отделение внешних сношений (в 1924 году) 1-го Московского государственного университета. С февраля 1924 года — начальник и военком штаба 1-й Кавказской стрелковой дивизии в Краснознамённой Кавказской армии. Командовал Озургетской группой войск при подавлении восстания в Грузии в сентябре — октябре 1924 года. С мая 1926 — начальник отдела воздушно-химической обороны Кавказской Краснознаменной армии.
С ноября 1926 года — начальник 2-го отдела штаба Украинского военного округа. С января 1929 года — начальник и военком Школы червонных старшин (Харьков). В 1930 году окончил Курсы усовершенствования высшего начсостава при Военной академии РККА имени М. В. Фрунзе. В том же году исполнял обязанности военного атташе при полномочном представительстве СССР в Польше. С апреля 1932 года — комендант Новоград-Волынского укрепленного района. С января 1935 года работал в Военной академии РККА имени М. В. Фрунзе: руководитель кафедры общей тактики, с октября 1936 — начальник курса основного факультета, с октября 1938 — старший преподаватель кафедры общей тактики, с 1940 — старший тактический руководитель курса.
С 5.12.1935 года — комбриг, а с 4.06.1940 года — генерал-майор.
21 апреля 1941 года С. Мищенко был арестован по доносу некоего Ковалёва Ф. Т. Обвинялся в том, что с 1938 года «вёл антисоветскую агитацию, направленную против политики партии и Советского правительства». Видимо, ввиду несостоятельности обвинения, генерала позднее также обвинили в том, что «в августе 1941 г. среди заключенных продолжал вести антисоветские разговоры, одобрительно отзывался о фашистском режиме, восхвалял немецкую армию и клеветал на Советскую власть».
Военной коллегией Верховного Суда СССР был осужден 17 сентября 1941 года и приговорён к высшей мере наказания. Почти через месяц был расстрелян 16 октября 1941 года в Москве. Посмертно реабилитирован определением Военной коллегии Верховного суда СССР от 5 января 1955 года.

## Награды
- Ордена Святого Станислава 3-й степени
- Орден Святого Владимира 4 степени с мечами и бантом
- Орден Святой Анны 3-й степени с мечами и бантом и 4-й степени с надписью «За храбрость»
- Орден Красного Знамени (18.12.1920)
- Орден «Знак Почета» (5.02.1939)[4]
- Медаль «XX лет Рабоче-Крестьянской Красной Армии» (22.02.1938)
- Почётное революционное оружие